# L'Amour par terre
L'Amour par terre is een Franse dramafilm uit 1984 onder regie van Jacques Rivette.

## Verhaal
Een regisseur nodigt twee actrices bij hem thuis uit om te werken aan een voorstelling. Hij heeft een verhouding met een goochelaar. De actrices raken beïnvloed door de trucs van de goochelaar en ze zien hun toekomst.

## Rolverdeling
| Acteur             | Personage          |
| ------------------ | ------------------ |
| Geraldine Chaplin  | Charlotte          |
| Jane Birkin        | Emily              |
| André Dussollier   | Paul               |
| Isabelle Linnartz  | Béatrice           |
| Sandra Montaigu    | Eléonore           |
| László Szabó       | Virgil             |
| Eva Roelens        | Adriana / Justine  |
| Facundo Bo         | Silvano            |
| Jean-Pierre Kalfon | Clémont Roquemaure |